# PHY
PHY（英語：Port Physical Layer），中文可称之为端口物理层，是一個對OSI模型實體層的共同簡稱。
PHY連接一個數據鏈路層的設備（MAC）到一個物理媒介，如光纖或銅纜線。典型的PHY包括PCS（Physical Coding Sublayer，物理編碼子層）和PMD（Physical Media Dependent，物理介質相關子層）。PCS對被傳送和接受的資訊加碼和解碼，目的是使接收器更容易恢復信號。

## 使用範例
- Wi-Fi：PHY的部分包括射頻、混合信號和類比部份（通常稱為收發器）和數位基頻部分是廣泛應用於DSP和通訊邏輯運算（包括信道码），PHY的典型應用常被整合在SoC的MAC層，其他類似的無線應用在3G/4G/LTE、WiMAX、UWB等。
- 乙太網路：PHY晶片時常在乙太網路設備中見到，它的目的是被調整的鏈接的數字式通入。
- USB：PHY晶片被整合在USB控制器中。並且提供數位和模組化組件介面的橋樑。
- IrDA：IrDA規格包括數據運輸的物理層的一個IrPHY規格。
- SATA：SATA控制器使用的PHY。

## 乙太網路PHY
PHY是一個操作OSI模型實體層的設備。

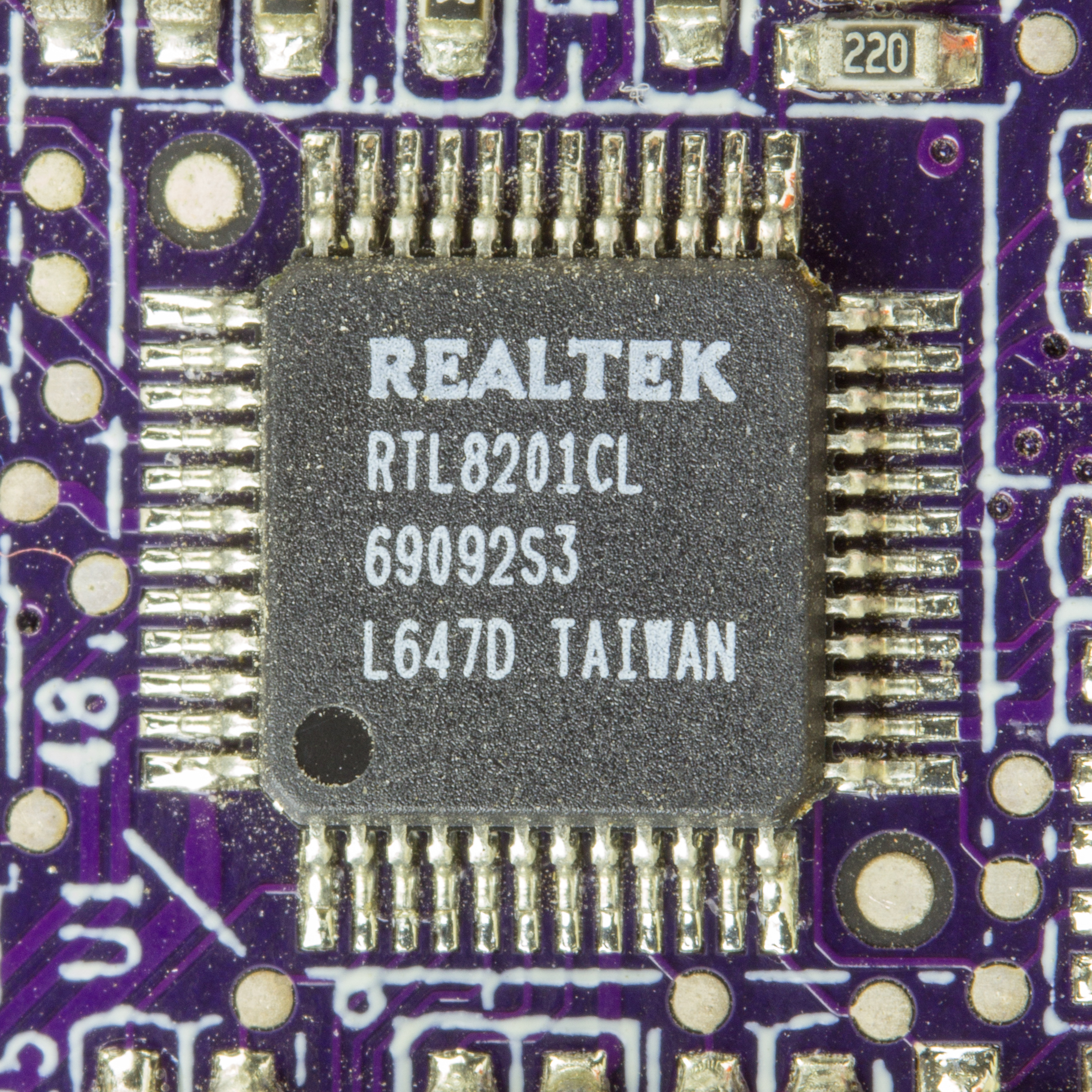
PHYceiver芯片 (Realtek RTL8201)

一個乙太網路PHY是一個晶片，可以發送和接收乙太網路的數據幀（frame）。它通常缺乏NIC（網路介面控制器）晶片所提供的Wake-on-LAN或支援Boot ROM的先進功能。此外，不同於NIC，PHY沒有自己的MAC地址。
一些乙太網路PHY晶片的例子是Integrated Circuit Systems ICS1893、瑞昱RTL8201和威盛電子VIA6103。
常見應用的乙太網路PHY是集线器和交換機。

## 外部連結
- osuosl.org - ICS1890 10Base-T/100Base-TX Integrated PHYceiver datasheet（页面存档备份，存于）
- Intel PHY controllers datasheet（页面存档备份，存于）